# Tichel

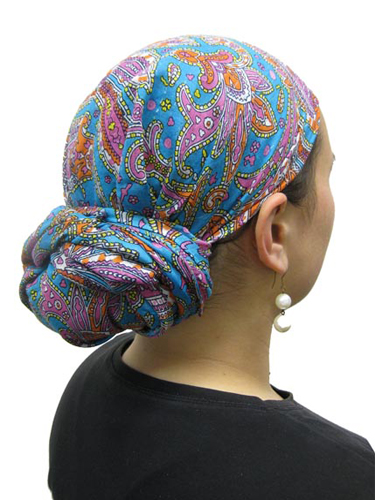
Kvinna som bär tichel.

Tichel ( jiddisch טיכל tikhl ), även kallad en mitpachat (hebreiska מִטפַּחַת miṭpaḥat), är en huvudduk som bärs av många gifta ortodoxa judiska kvinnor. Tichels kan variera från en mycket enkel enfärgad bomullskvadrat med en enkel slips i ryggen till mycket komplicerade tyger med mycket komplexa band med flera tyger.